# Mii
Un Mii (ミー Mī?) es un avatar usado en las videoconsolas de Nintendo: Wii, Wii U, Nintendo DS, Nintendo 3DS, Nintendo Switch y Nintendo Switch 2. La palabra Mii viene de la similitud a la palabra en inglés, me, que significa yo.

## Historia
Los Mii fueron mostrados por primera vez en la Game Developers Conference en 2007; Shigeru Miyamoto comentó que los Mii comenzaron como un concepto de videojuego para la consola NES, en el que el jugador podría dibujar su rostro o el de alguien más. En la misma conferencia, Miyamoto dijo que no se desarrolló dicho concepto y se decidió olvidar.
Años después, durante la era de N64, se desarrolló un vídeo con el programa Talent Studio donde se mostraban avatares con diferentes atuendos. La idea era incluir estos avatares para el sistema Nintendo 64DD, pero debido al poco éxito de este sistema, se decidió cancelar este proyecto y seguir con el desarrollo de los avatares para las futuras consolas hasta que el proyecto llegó exitosamente a Wii.
El diseño actual de los Mii se mostró en la Electronic Entertainment Expo celebrado en 2002, donde Miyamoto mostró otro vídeo realizado con el hasta entonces editor de avatares más reciente, llamado Stage Debut.

## Creación
Los personajes Mii pueden ser creados en el Canal Mii del menú de Wii, o con la aplicación Editor de mii en Nintendo 3DS, Wii U y Nintendo Switch. El usuario puede elegir el género, nombre, cumpleaños, así como el color favorito para el Mii. La personalización se basa en mayor medida en la cabeza y el rostro, habiendo una gran variedad de opciones como estilos de cabello, tipos de boca, nariz y de ojos, etc; las cuales pueden ser ajustadas, incluyendo el tamaño, posición y color; también se pueden añadir accesorios como lentes y sombreros.
La aplicación Editor de Mii preinstalada en Nintendo 3DS y Wii U usa el reconocimiento facial para generar un Mii más preciso a las características del usuario. Tanto en Nintendo 3DS como en Wii, es posible guardar hasta 100 Mii (en el mando de Wii es posible guardar y transferir Mii a otras consolas), mientras que en Wii U se pueden almacenar hasta un total de 3000.
Desde el 31 de marzo del 2016, los Mii pueden ser Creados con el Sitio Web My Nintendo.

## Canales Mii
El Canal Mii fue implementado por primera vez en Wii para el uso en Wii Sports para darle más realismo, ya que usar a Mario u otros personajes perdería el realismo.[cita requerida] El Canal Mii fue heredado para 3DS, Wii U y Switch. 

### Mii Contest Channel
Mii Contest Channel (en español: Canal Miirame en América y Canal Concursos Mii en regiones PAL) era un canal del menú de Wii que permitía al usuario subir sus creaciones de personajes Mii y compartirlos con los demás usuarios. También había concursos de popularidad, en donde cada usuario diseñaba un Mii que personificaba una determinada idea o personaje conocido y lo sometía a votación. Este canal ya dejó de funcionar.

### Plaza Mii de StreetPass
Plaza Mii de StreetPass es una aplicación de Nintendo 3DS que permite el uso de las características de StreetPass, pudiendo intercambiar datos entre otros usuarios de 3DS cercanos. En diciembre de 2011, la aplicación fue actualizada incluyendo la función de SpotPass, nuevos puzles, una secuela de Rescate Mii, un mapa que muestra la procedencia del usuario, así como un reproductor de música.

## Usos en videojuegos
Los Mii sirven para diversas funciones, entre ellas como participantes en ciertos juegos únicos de Wii. Por el momento, algunos juegos en que hacen su aparición son:

### Wii U
- Editor de Mii
- Miiverse
- Nintendo Land
- New Super Mario Bros. U
- Wii Fit U
- Wii Sports Club
- Sonic & All-Stars Racing Transformed
- Mario Kart 8
- Super Mario 3D World
- Super Smash Bros. para Nintendo 3DS y Wii U
- Wii Party U
- Sonic Lost World (solo en la conexión a Miiverse)

### Wii
- Animal Crossing: City Folk
- Band Hero
- Beat the Beat: Rhythm Paradise
- Big Brain Academy: Wii Degree
- Bomberman Blast
- Canal La fortuna te sonríe
- Canal Mii
- Canal Opiniones
- Data East Arcade Classics
- Dance Dance Revolution Disney Grove
- Dance Dance Revolution Hottest Party 2
- Disney Channel All Star Party
- ExerBeat: Gym Class Workout
- Family Feud
- Family Ski
- Family Ski World: Ski and Snowboard
- Family Trainer
- Family Trainer: Extreme Challenge
- Family Trainer: Treasure Adventure
- Family Trainer: Magical Carnival
- FIFA 08
- FIFA 09 All-Play
- Final Fantasy: Crystal Chronicles: The Crystal Bearers
- Fortune Street
- Go Vacation
- Guitar Hero 5
- Guitar Hero World Tour
- Jeopardy!
- Jikkyō Powerful Pro Yakyū 14
- Jissen Pachi-Slot Pachinko Hisshôhô! Hokuto no Ken
- Link's Crossbow Training
- Madden NFL 08
- Madden NFL 09
- Madden NFL 10
- Mario & Sonic en los Juegos Olímpicos
- Mario & Sonic en los Juegos Olímpicos de invierno
- Mario & Sonic en los Juegos Olímpicos London 2012
- Mario Kart Wii
- Mario Party 8
- Mario Sports Mix
- Mario Strikers: Charged Football
- Mario Super Sluggers
- Medal Of Honor Heroes 2
- Metroid Prime 3: Corruption
- Metroid Prime Trilogy
- MLB Power Pros
- MLB Power Pros 2008
- My Pokemon Ranch
- Namco Museum Remix
- NBA Live 08
- NBA Live 09 All-Play
- NCAA Football 09 All-Play
- NHK Kohaku Quiz Kassen
- NHL 2K10
- Pro Evolution Soccer 2008
- Pro Evolution Soccer 2009
- Pro Evolution Soccer 2010
- Pro Evolution Soccer 2011
- Pro Evolution Soccer 2012
- Pro Evolution Soccer 2013
- Punch-Out!!
- Samba de Amigo
- Smarty Pants
- Sonic Colors
- Sonic Unleashed
- Sonic & Sega All Star Racing
- Super Mario Galaxy
- Super Mario Galaxy 2
- Super Smash Bros. Brawl
- Taiko no Tatsujin Wii
- Taiko no Tatsujin Wii: Do Don to 2 Daime
- Taiko no Tatsujin Wii: Minna de Party 3 Daime
- Taiko no Tatsujin Wii: Kettei-Ban
- Tiger Woods PGA Tour 09 All-Play
- Tiger Woods PGA Tour 10
- Triiviial
- TV Show King
- TV Show King 2
- UNO
- Wario Ware: Smooth Moves
- We Cheer
- We Cheer 2
- We Love Golf!
- Wheel of Fortune
- Wii Fit
- Wii Fit Plus
- Wii Music
- Wii no Ma
- Wii Party
- Wii Play
- Wii Play Motion
- Wii Sports
- Wii Sports Resort
- WWE SmackDown vs. Raw 2008
- WWE SmackDown vs. Raw 2009

### Nintendo 3DS
- Animal Crossing: New Leaf
- AKB48+Me
- Conquista Mii (Plaza Mii de Streetpass)
- Correo Nintendo/Pasacartas
- Editor de Mii
- En busca del cromo (Plaza Mii de Streetpass)
- Escuadrón Mii (Plaza Mii de Streetpass)
- Fun! Fun! Minigolf TOUCH!
- Jardín Mii (Plaza Mii de Streetpass)
- Juegos RA: Realidad Aumentada
- Kid Icarus: Uprising
- Lista de Amigos
- Mansión Encantada Mii (Plaza Mii de Streetpass)
- Mario Kart 7
- Mario Tennis Open
- Mario Golf: World Tour
- Miitopia
- Miiverse
- New Art Academy
- New Super Mario Bros. 2 (StreetPass)
- Nintendogs + Cats
- Pilotwings Resort
- Plaza Mii de StreetPass
- Pokémon Rumble World
- Registro de Actividad
- Rescate Mii (Plaza Mii de Streetpass)
- Rescate Mii II (Plaza Mii de Streetpass)
- Sonic Generations (StreetPass)
- Super Pokémon Rumble
- Super Mario 3D Land (StreetPass)
- Super Smash Bros. para Nintendo 3DS y Wii U
- Tetris
- Tomodachi Life
- WarioWare Gold

### Nintendo DS
- Camina Conmigo
- Tomodachi Collection
- Kuruma DS

### Nintendo Switch
- Super Smash Bros. Ultimate
- Go Vacation
- Mario Kart 8 Deluxe
- New Super Mario Bros. U Deluxe
- Super Mario Maker 2
- Mario Golf: Super Rush
- Miitopia
- Nintendo Switch Sports

### Dispositivos móviles
- Miitomo
- Mario Kart Tour